# Hungana (peuple)
Pour les articles homonymes, voir Hungana.
Les Hungana (ou Hungaan ou Bahungana) sont une population d'Afrique centrale vivant dans le sud-ouest de la République démocratique du Congo, principalement dans le territoire du district de Kwango, le Kenge, également au Masi-Manimba ainsi qu'au territoire de Bulungu, dans la nouvelle Province du Kwilu.

## Environnement
Les savanes et les forêts galeries du bassin du fleuve Congo constituent leur milieu de vie habituel.

## Histoire
Selon certaines sources, les Hungana seraient venus d'Angola, en provenance du Royaume Lunda au Katanga. Selon d'autres, ils seraient originaires du royaume de Kongo.

## Population
Leur nombre est estimé à 5 000. Leurs voisins immédiats sont les Mbala, les Ngongo, les Tsamba, les Pindi, les Pende et les Kwese.

## Langue
Ils parlent une langue bantoue, le kihungana.

## Croyances
Ils pratiquent le culte des ancêtres.
La majorité des Hungana est actuellement composée des Chrétiens à majorité baptiste, membres de la Communauté Baptiste du Congo (CBCO).

## Organisation sociale
C'est une société matrilinéaire.

## Activités économiques
Les Hungana sont avant tout des agriculteurs (manioc, arachide) et des éleveurs (chèvres, cochons). Les hommes chassent à l'aide de chiens munis de grelots (ndibu). Hommes et femmes pratiquent la pêche, mais avec des méthodes différentes. Ces dernières utilisent notamment le mbaka, une plante qui leur permet d'empoisonner le poisson. Ils sont aussi forgerons.

## Art
Leurs figurines, amulettes, pendentifs ou chasse-mouche en ivoire sont réputés.

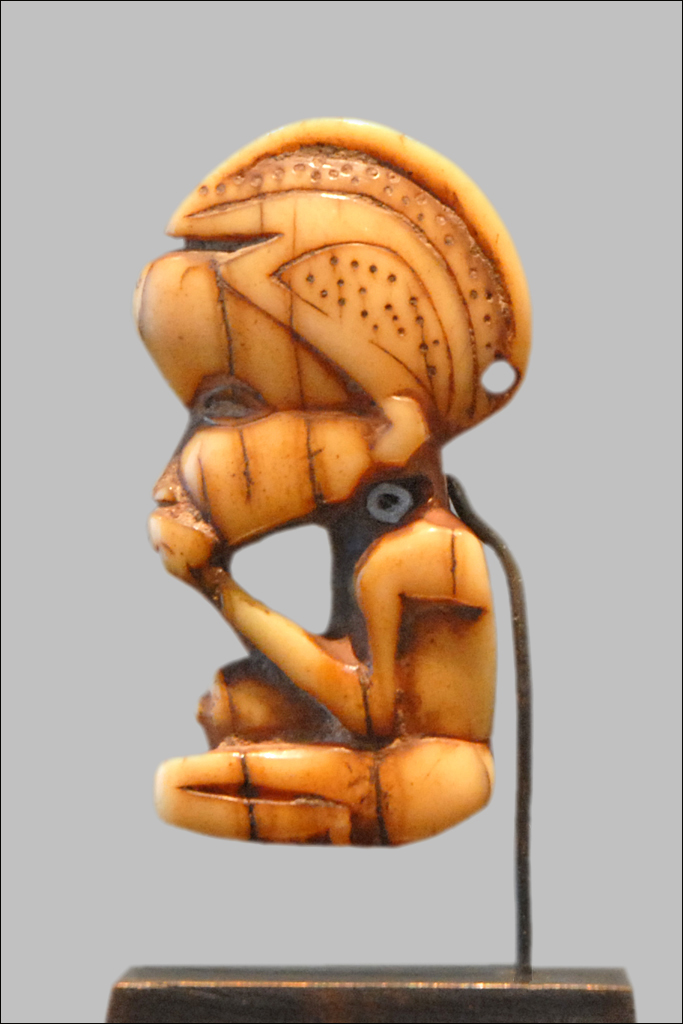
Pendentif en ivoire du XIXe siècle[3].
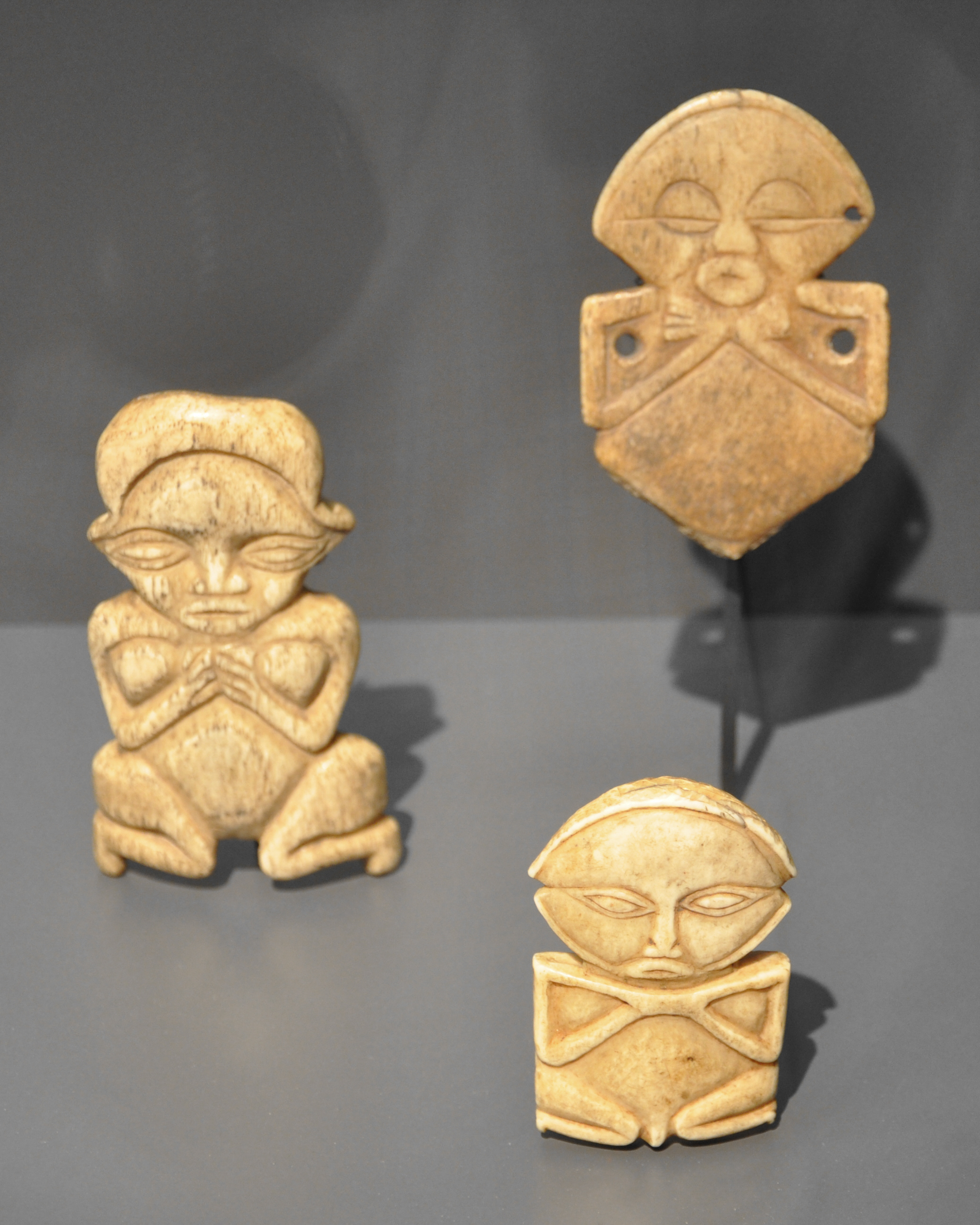
Amulettes en ivoire[4].

Les Hungana produisent également des statues en bois sculpté, mais pas de masques.

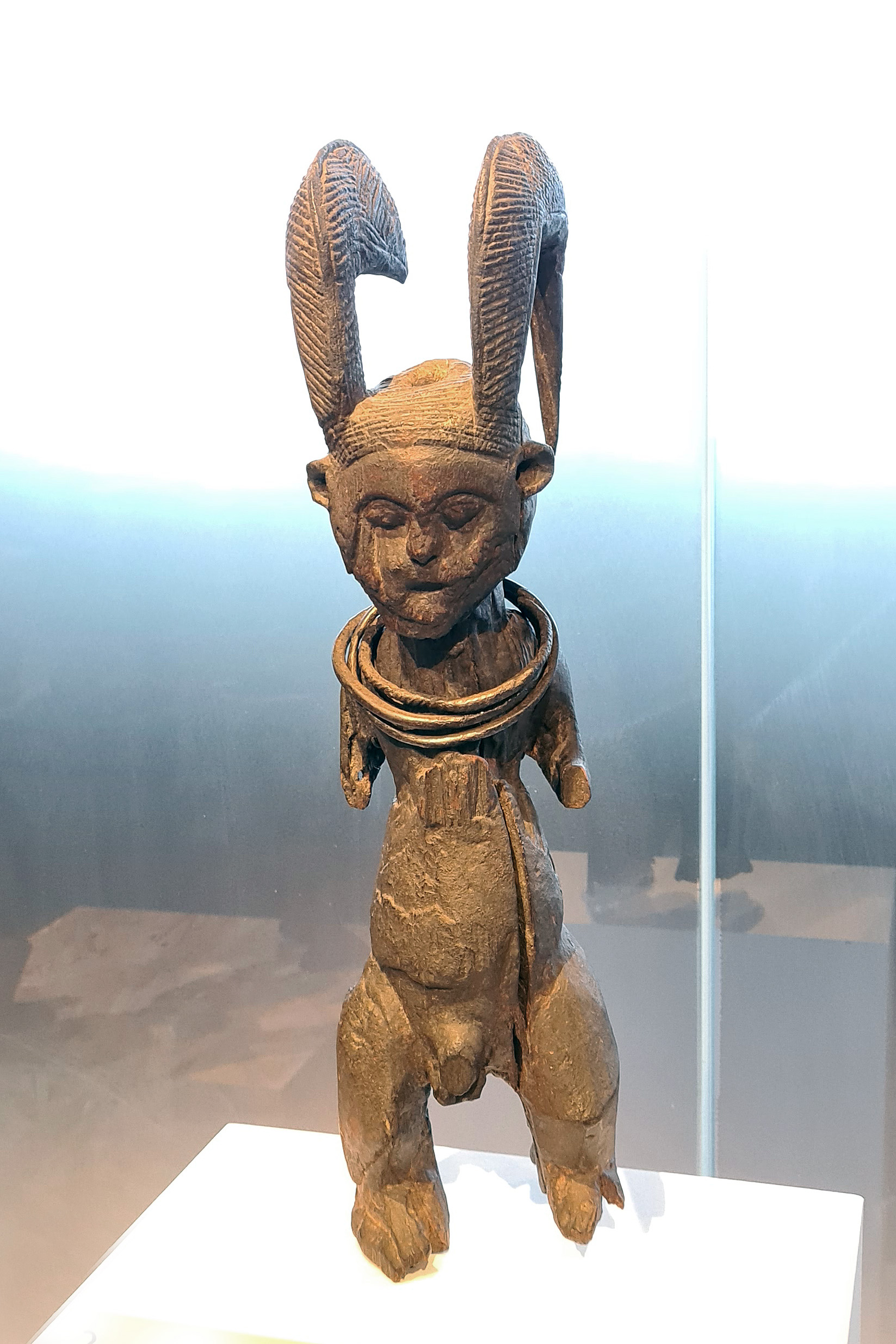
Statuette en bois sculpté malwambi[5],[6].
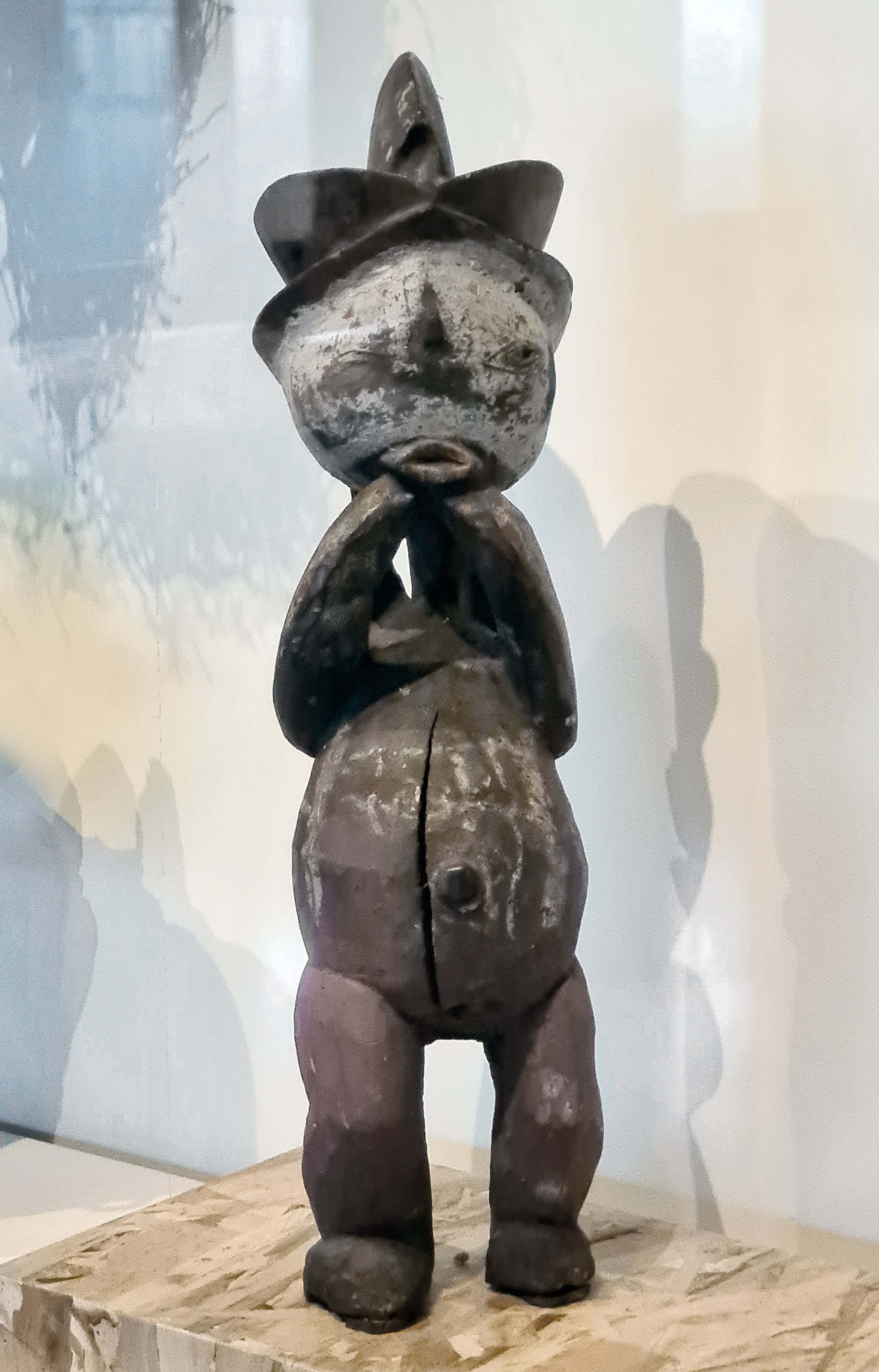
Statue avec coiffe à triple crête[6].
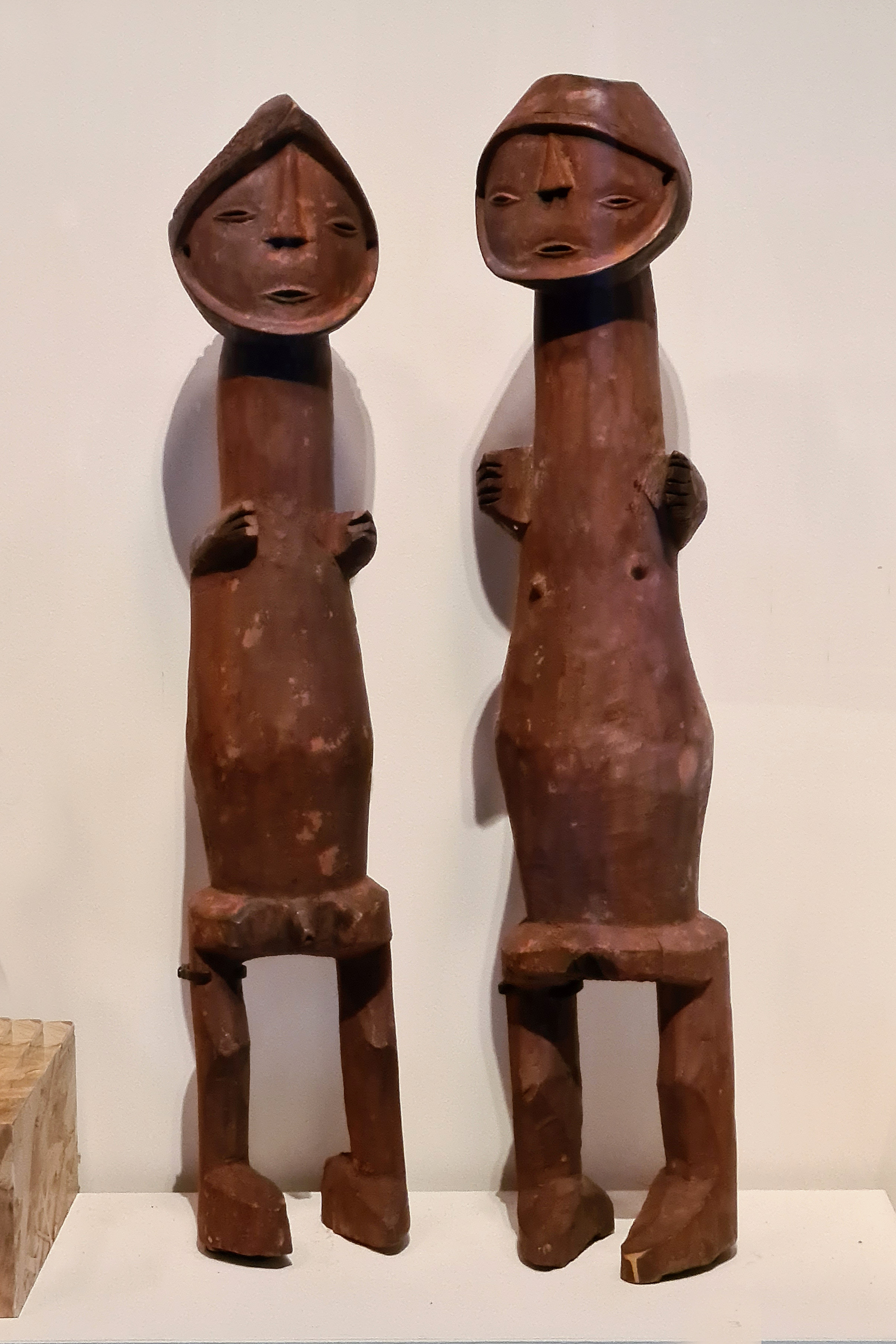
Couple de statues
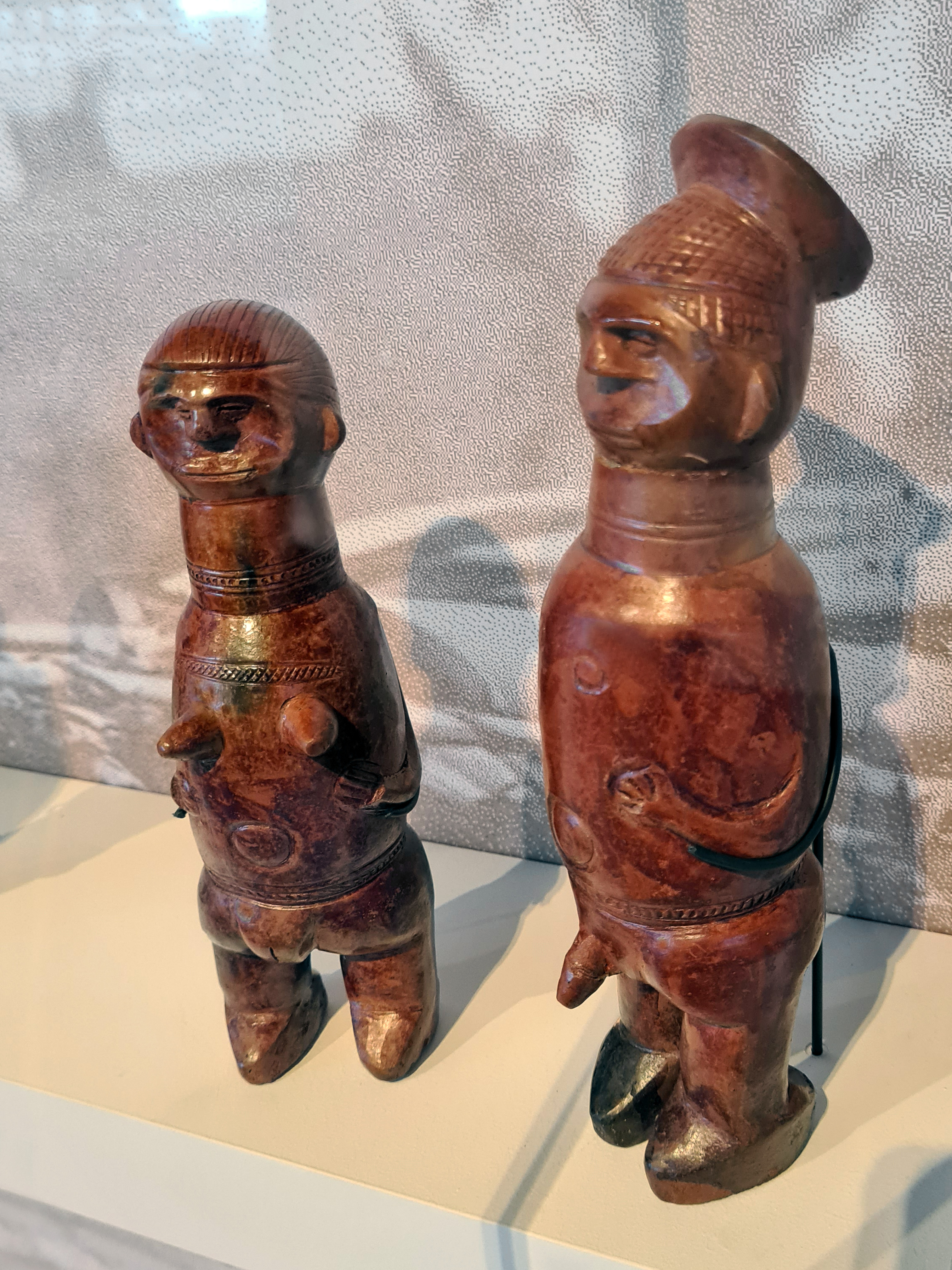
Couple de nswo en terre cuite vernissée[6].